# Општина Купрес (Република Српска)
Општина Купрес је општина у југозападном дијелу Републике Српске, БиХ. Сједиште општине налази се у Новом Селу. Према подацима Агенције за статистику Босне и Херцеговине на попису становништва 2013. године, у општини је пописано 300 лица.

## Насељена мјеста
У општини се налазе сљедећа насељена мјеста: Мрђановци (дио), Ново Село, Растичево (дио) и Шеменовци (дио).

### Насеља у општини 1991.
Насељена мјеста: Барјамовци, Бегово Село, Били Поток, Благај, Ботун, Брда, Бућовача, Врила, Доње Равно, Доње Вуковско, Доњи Малован, Занаглица, Злосела, Звирњача, Кудиљи, Кукавице, Купрес, Куте, Млаква, Мрђебаре, Мушић, Оџак, Олово, Османлије, Отиновци, Растичево, Рилић, Стражбеница и Сухова су послије Дејтонског споразума припали Федерацији БиХ и чине општину Купрес.

## Историја
Настала је током распада Југославије одвајањем од општине Купрес, која се данас налази у Федерацији Босне и Херцеговине, за вријеме грађанског рата (1992—1995). Општина је доста страдала за вријеме рата и сада је једна од најслабије развијених у региону. Већинско становништво у општини су Срби.

## Политичко уређење

### Општинска администрација
Начелник општине представља и заступа општину и врши извршну функцију у Купресу. Избор начелника се врши у складу са изборним Законом Републике Српске и изборним Законом БиХ. Општинску администрацију, поред начелника, чини и скупштина општине. Институционални центар општине Купрес је насеље Ново Село, гдје су смјештени сви општински органи.
Начелник општине Купрес је Срђан Петковић испред Социјалистичке партије, који је на ту функцију ступио након локалних избора у Босни и Херцеговини 2024. године. Састав скупштине општине Купрес је приказан у табели.

### Повјереништво за Општину Купрес
Повјереништво за општину Купрес је формирано 1996. године на основу Тачке 2. Амандмана XXXV на Устав Републике Српске и Тачке 2. Одлуке о образовању повјереништава за општине односно подручја која су у цјелини или дјелимично ушла у састав Федерације БиХ. Повјереништво општине извршава налоге Народне скупштине, Предсједника Републике и Владе Републике Српске и врши послове из надлежности Скупштине општине и Извршног одбора у складу са законом. Сједиште повјереништва је било у Бањој Луци. Повјереништво је образовано у сљедећем саставу:
1. Митар Марић, предсједник,
2. Лука Лугоња,
3. Гојко Шебез,
4. Маринко Контић,
5. Анђелко Дузњак,
6. Милутин Крндија,
7. Лазо Ваван.

## Становништво

### Национални састав 2013. (коначни резултатиБХАС)
| Етнички састав према попису из 2013.‍ | Етнички састав према попису из 2013.‍ | Етнички састав према попису из 2013.‍ | Етнички састав према попису из 2013.‍ | Етнички састав према попису из 2013.‍ |
| ------------------------------------ | ------------------------------------ | ------------------------------------ | ------------------------------------ | ------------------------------------ |
|                                      |                                      |                                      |                                      |                                      |
| Срби                                 | Срби                                 |                                      | 299                                  | 99,66%                               |
| неизјашњени                          | неизјашњени                          |                                      | 1                                    | 0,33%                                |
| укупно: 300                          |                                      |                                      |                                      |                                      |